# Corps et Âme (film, 2017)
Pour les articles homonymes, voir Corps et Âme.
Pour plus de détails, voir Fiche technique et Distribution.
Corps et Âme (Testről és lélekről) est un film dramatique hongrois, écrit et réalisé par Ildikó Enyedi, sorti en 2017.
Le film remporte l'Ours d'or lors du Festival international du film de Berlin, ainsi que le prix FIPRESCI, le prix du jury œcuménique et le prix du jury des lecteurs du Berliner Morgenpost. En France, ce film aura cumulé un total de près de 70 608 spectateurs en salles.

## Synopsis
Mária (Alexandra Borbély), nouvelle responsable du contrôle de qualité d'un abattoir, très rigoureuse et au comportement autistique, et le directeur financier Endre (Géza Morcsányi), au tempérament réservé et dont la main gauche est paralysée, se retrouvent chaque nuit dans un rêve partagé, sous la forme d'un cerf et d'une biche qui font connaissance dans un paysage enneigé. Ils ne s'en rendent compte que lorsque chacun d'eux parle, de son côté, à une psychologue de l'entreprise  de ce rêve. Celle-ci croit qu'ils se moquent d'elle. Cependant, Maria et Endre n'arrivent pas à vraiment ressentir l'un envers l'autre l'amour qu'ils éprouvent en tant que cerf et biche.

## Fiche technique
Sauf indication contraire, les informations mentionnées dans cette section peuvent être confirmées par la base de données cinématographiques IMDb,  présente dans la section « Liens externes ».
- Titre : Corps et Âme
- Titre original : Testről és lélekről
- Titre international : On Body and Soul
- Réalisation : Ildikó Enyedi
- Scénario : Ildikó Enyedi
- Photographie : Máté Herbai
- Montage : Károly Szalai
- Musique : Ádám Balázs
- Société de production : Inforg-M&M Film Kft.
- Sociétés de distribution : Le Pacte, Mozinet, Netflix
- Pays d'origine :  Hongrie
- Langue : Hongrois
- Format : Couleurs - 2,35:1 - Dolby Digital - 35 mm
- Genre : Drame, romance
- Durée : 116 minutes (1 h 56)
- Dates de sortie en salles :
  -  France : 25 octobre 2017
  -  Hongrie : 2 mars 2017

## Distribution
- Géza Morcsányi (hu) (VF : Philippe Mijon) : Endre, directeur financier
- Alexandra Borbély (hu) (VF : Héloïse Chettle) : Mária Rácz, contrôleuse de qualité
- Zoltán Schneider (VF : Eric Bonicatto) : Jenő, directeur des ressources humaines
- Ervin Nagy (VF : Axel Pech) : Sanyi, nouvel employé coureur de jupons
- Tamás Jordán : thérapeute pour enfants de Mária
- Zsuzsa Járó : Zsuzsa
- Réka Tenki (VF : Magali Mestre) : Klára, psychologue
- Júlia Nyakó : Rózsi
- Itala Békés : Zsóka, femme de ménage âgée
- Éva Bata : Jutka Köves, femme infidèle de Jenő
- Pál Mácsai : enquêteur
- Annamária Fodor : vendeuse (magasin de téléphonie)
- István Kolos : vétérinaire
- Márton Patkós : garçon en train de s'embrasser
- István Dankó : vendeur (magasin de CDs)
- Attila Fritz : Peti
- Gusztáv Molnár : serveur
- Nóra Rainer-Micsinyei : Sári, employée
- Rozi Székely : Teri
- Vivien Rujder : vendeuse (magasin de CDs)
- Góliát, le cerf
- Hanna Csata : fille en train de s'embrasser
- Picur, la biche
- Ábel Galambos : Tomi
- Vince Zrínyi Gál (en hongrois Zrínyi Gál Vince) : Béla
- Barnabás Horkay : János, officier de police
- Zsófi Bódi : Piroska

Version française
- Société de doublage : AUDIOPROJECT
- Direction Artistique : Fanny Gatibelza
- Traduction et adaptation : Michaël Cermeno

Source et légende : Version française (VF) sur carton du doublage français

## Production

### Musique
La musique originale est composée par Ádám Balázs.
Un extrait musical de la chanson What He Wrote de la chanteuse folk anglaise Laura Marling est aussi inclus dans le film.

## Autour du film

### Critiques
En regard du box-office, Corps et Âme a été largement acclamé par la critique. Il obtient 90 % d'avis positifs sur Rotten Tomatoes, sur la base de 59 commentaires collectées, qui remarque « des performances tendres et un fort sens du style se combinent pour créer un portrait excentrique et rêveur de l'amour et de la solitude dans Corps et Âme. ». Sur Metacritic, il obtient une note favorable de 77/100, sur la base de 10 commentaires collectées, ce qui lui permet d'obtenir le label « Avis généralement favorables » et est évalué à une moyenne de 3,3/5 pour 20 critiques de presse sur Allociné.

« Tout l’enjeu du film consistera à réchauffer la glaciation relationnelle urbaine et à saisir la cuisson lente du rapprochement entre ces deux âmes enfermées dans leurs névroses. »

— Serge Kaganski, Les Inrocks, 20 octobre 2017.

« Ce film hongrois, à l’architecture compliquée, séduit par sa sincérité. »

— Thomas Sotinel, Le Monde, 25 octobre 2017.

« La Hongroise met l’intelligence de sa maturité dans cette réflexion sur le couple où rêve et psychanalyse font bon ménage. Elle ose le romantisme poétique comme le réalisme brutal. Elle célèbre la beauté d’une union possible sans cacher les blessures qui l’accompagnent. C’est ça, l’amour. »

— Frédéric Strauss, Télérama, 25 octobre 2017.

« La réalisatrice Ildiko Enyedi (...), signe un film singulier, sans doute trop étiré, parfois un peu démonstratif, mais traversé de séquences d’une réelle magie. La froideur de nos sociétés rationnelles cède peu à peu devant la gracieuse fragilité, la timide poésie du sentiment renaissant. Et sous la peau la vie se remet à pulser. »

— Arnaud Schwartz, La Croix, 29 octobre 2017.

## Distinctions
| Date            | Distinction                                    | Catégorie                                             | Résultat   |
| --------------- | ---------------------------------------------- | ----------------------------------------------------- | ---------- |
| 19 février 2017 | Berlinale                                      | Ours d'or                                             | Lauréat    |
| 19 février 2017 | Berlinale                                      | Prix FIPRESCI                                         | Lauréat    |
| 19 février 2017 | Berlinale                                      | Prix du jury œcuménique                               | Lauréat    |
| 19 février 2017 | Berlinale                                      | Prix du jury des lecteurs du Berliner Morgenpost      | Lauréat    |
| 26 août 2017    | Festival du film de Vukovar                    | Péniche d'or du meilleur film                         | Nomination |
| 9 décembre 2017 | Prix du cinéma européen                        | Meilleure actrice européenne pour Alexandra Borbély   | Lauréat    |
| 9 décembre 2017 | Prix du cinéma européen                        | Meilleur film européen                                | Nomination |
| 9 décembre 2017 | Prix du cinéma européen                        | Meilleur réalisateur européen pour Ildikó Enyedi      | Nomination |
| 9 décembre 2017 | Prix du cinéma européen                        | Meilleur scénariste européen pour Ildikó Enyedi       | Nomination |
| 4 février 2018  | International Cinephile Society Awards         | Meilleur film par sorti en 2017                       | Lauréat    |
| 18 février 2018 | Festival international du film de Palm Springs | Prix FIPRESCI                                         | Nomination |
| 11 février 2018 | Prix du Cinéma Hongrois                        | Meilleur réalisateur                                  | Lauréat    |
| 11 février 2018 | Prix du Cinéma Hongrois                        | Meilleur scénario                                     | Lauréat    |
| 11 février 2018 | Prix du Cinéma Hongrois                        | Meilleure actrice pour Alexandra Borbély              | Lauréat    |
| 11 février 2018 | Prix du Cinéma Hongrois                        | Meilleure actrice dans un second rôle pour Réka Tenki | Lauréat    |
| 11 février 2018 | Prix du Cinéma Hongrois                        | Meilleur film                                         | Lauréat    |
| 1er mars 2018   | Festival international du film de Portland     | Prix du public                                        | Lauréat    |
| 17 février 2018 | American Society of Cinematographers Awards    | Prix Spotlight pour Máté Herbai                       | Nomination |
| 4 mars 2018     | Oscars du cinéma,                              | Meilleur film en langue étrangère'                    | Nomination |
| 29 mars 2018    | Festival international du film de Sofia        | Meilleur film                                         | Lauréat    |
| 14 octobre 2018 | Festival international du film de Haïfa        | Meilleur film international                           | Nomination |
| 18 octobre 2018 | Festival international du film de Mumbai       | Prix du choix du public                               | Nomination |